# Boczonádi Szabó Imre-díj
A Boczonádi Szabó Imre-díjat az agrárszaklapok − köztük a Méhészet folyóirat − kiadásával foglalkozó Magyar Mezőgazdaság Kft. alapította 2013-ban. A kitüntetést a magyar méhészek szemléletének formálásában, illetve tudásuk bővítésében kiemelkedő teljesítményt nyújtó szerzőknek ítélik oda. A vándordíj id. Boczonádi Szabó Imre nevét viseli, az alábbi indoklással: a kitüntetés alapításának évében, 2013-ban volt száz éve, hogy Boczonádi 1913-ban bemutatta a róla elnevezett kaptártípust. Amellett, hogy a Boczonádi-féle kaptár forradalmasította a magyar méhészkedést, Boczonádi Szabó Imre 1904-ben alapította a jogelődnek tekintett Méhészet szaklapot.
Az elismerés a következő részekből áll: maga a vándordíj díszes kristályváza, talapzatán a felirattal: id. Boczonádi Szabó Imre díj MÉHÉSZET – ÉV SZERZŐJE. Bársony mappa, benne dekoratív oklevél, a díjazásra jogosító évszámmal és a kitüntetett nevével. A harmadik elem a díjazottnál maradó plakett.

## Díjazottak
(Zárójelben a lakóhely megjelölése)
- 2020: Lászka István Attila (Vanyarc/Domoszló)
- 2019: Dr. Tófalvi Melinda (Korond)
- 2018: Balogh László (Lábod)
- 2017: Dr. Deák Gábor (Tamási)
- 2016: Dr. Békési László (Budapest)
- 2015: Pásztor Zoltán (Debrecen)
- 2014: Dr. Tóth György (Makó)
- 2013: Csonka Imre (Kaposvár)